# Antimelatoma ahiparana
Antimelatoma ahiparana är en snäckart som beskrevs av Powell 1942. Antimelatoma ahiparana ingår i släktet Antimelatoma och familjen Turridae. Inga underarter finns listade i Catalogue of Life.